# Carlos Pinto Filho
Carlos Pinto Filho (Porciúncula, 24 de janeiro de 1904 — ?, novembro de 1968) foi um político brasileiro, filho de Carlos Frederico Pinto e de Júlia Áurea Pinto e casado com Maria Jacinta Pinto. Exerceu o mandato de deputado federal constituinte pelo Rio de Janeiro em 1946.
Na política, foi eleito vereador em Itaperuna (RJ), prefeito de Porciúncula e deputado do Rio de Janeiro pelo Partido Social Democrático (PSD). Em 1950, foi eleito suplente de deputado federal, além de se tornar membro do diretório estadual do PSD. No ano de 1954 foi eleito pela última vez deputado federal de seu estado. 
Carlos Pinto Filho deixou a Câmara dos Deputados no ano de 1959 e faleceu nove anos depois. 